# پارک ملی بمو
پارک ملی بمو از پارک‌های ملی ایران در استان فارس است.
این پارک که نامش را از کوه بمو گرفته است، در ۱۰ کیلومتری شمال شهر شیراز قرار دارد. این پارک حدود ۵۰ سال است که مورد حفاظت قرار گرفته و در زرقان - مسیر تخت جمشید واقع شده است. پارک ملی بمو ۴۸ هزار هکتار وسعت دارد و یکی از مناطق چهارگانه طبیعی در استان فارس است. طی چند سال گذشته همواره شاهد آتش‌سوزی‌های متعدد در این منطقه حفاظت شده بوده‌ایم به گونه‌ای که در یکی از آتش‌سوزی‌ها گونه‌های زیادی از حیات‌وحش و گیاهان در آتش سوختند.

## تاریخچه پارک ملی بمو
محدوده فعلی پارک ملی بمو در سال ۱۳۴۱ تحت عنوان منطقه شکار ممنوع با وسعتی حدود ۱۰۰٬۰۰۰ هکتار توسط کانون شکار ایجاد شد و در سال ۱۳۴۶ پس از تشکیل سازمان شکاربانی و نظارت بر صید منطقه شکار ممنوع به منطقه حفاظت شده و سپس به پارک وحش بمو تغییر نام داد و بالاخره در سال ۱۳۵۴ با ایجاد سازمان حفاظت محیط زیست، این منطقه که وسعت آن معادل ۴۸٬۶۷۸ هکتار بود به نام پارک ملی بمو تغییر نام داد.

## پوشش جانوری
پارک ملی بمو از لحاظ شمار حیوانات و تنوع حیات‌وحش، بعد از پارک‌های ملی گلستان و ارومیه در مقام سوم اهمیت می‌باشد، هرچند چندان شناخته شده نیست. در زیستگاه طبیعی بمو، علاوه بر پلنگ، پستاندارانی از جمله آهو، گراز، قوچ و میش، بز و پازن و پرندگانی همچون عقاب طلایی زندگی می‌کنند و کفتار، گربه جنگلی، گربه وحشی و جغد کوچک و شاه بوف از دیگر حیوانات این منطقه می‌باشند. شمار پلنگ‌های این منطقه در سال ۹۲ شش قلاده برآورد شده است.

## پوشش گیاهی
این پارک ملی دارای ۱۱۲ گونه جانوری، ۶۹ گونه پرنده، ۲۱ گونه پستاندار، ۱۹ گونه خزنده و ۳ گونه دو زیست و همچنین گونه‌های مختلف گیاهی می‌باشد.

## تهدیدات منطقه
از جمله عوامل تهدیدکننده پارک ملی بمو می‌توان به موارد ذیل اشاره نمود:
- پادگان‌ها و مراکز نظامی متعدد حاشیه پارک
- پروژه‌های عمرانی شامل:
  - راه‌آهن شیراز – اصفهان
  - کمربندی شمال شرق شیراز
  - خطوط انتقال نفت سروستان
  - خطوط انتقال میعانات گازی آغاردالان – پالایشگاه شیراز
  - توسعه پالایشگاه شیراز
- شکار غیرقانونی جانوران
- تغییر کاربری اراضی و افزایش خانه‌باغ‌های نزدیک به پارک جنگلی بمو
- خطوط انتفال برق و …